# Jean-Marie de Leissègues de Rozaven
Jean-Marie de Leissègues de Rosaven, né le 1er juillet 1732 à Locronan et décédé en 1802 près de Vienne, homme politique français, député aux États généraux de 1789. 

## Biographie
La famille Leissègues, originaire d'Auvergne, s'établit à Quimper vers la fin du XVIIe siècle. D'abord jésuite et professeur de philosophie au collège de Caen (jusqu'à la suppression de l'Ordre en 1763), il fut ensuite recteur de Châteaulin, puis de Plouhinec et enfin recteur de Plogonnec ; il fut l'un des trois députés de l'Ordre du Clergé représentant l'évêché de Quimper aux États généraux de 1789.
Il vota au début souvent au début solidairement avec le tiers-état, y compris lorsque les États généraux se transformèrent en Assemblée constituante ; il fut un des premiers députés de l'ordre du Clergé qui proposèrent de se réunir avec les députés du Tiers-État et vota à plusieurs reprises avec les membres de la gauche de l'Assemblée. Il prêta le serment de fidélité demandé par la Constitution civile du clergé dès le 3 janvier 1791, mais se rétracta dès le 6 janvier 1791. Revenu dans sa paroisse, il fut contraint de s'exiler, gagnant Jersey en compagnie de son neveu, l'abbé de Rosaven, puis alla à Londres, en Allemagne et enfin en Autriche où quelques ecclésiastiques tentaient de rétablir la Compagnie de Jésus. Il mourut en Autriche vers la fin de l'année 1801.